# Classe Humaitá
La classe Humaitá, indicata anche come classe Paraguay, è una classe di cannoniere fluviali, composta da due unità entrate in servizio nel 1931 nei ranghi della Armada Paraguaya. Le due unità furono realizzate nei Cantieri navali Odero di Sestri Ponente, nell'allora Regno d'Italia.
Le due Humaitá furono le unità più potentemente armate mai entrate in servizio con la marina militare del Paraguay. Le cannoniere servirono operativamente nel corso della guerra del Chaco del 1932-1935 contro la Bolivia, operando lungo i fiumi della nazione come batterie d'artiglieria galleggiante e navi trasporto truppe; le unità furono poi intensamente coinvolte negli scontri della guerra civile paraguaiana del 1947 nonché del colpo di Stato del 1989.
Dopo quasi settant'anni di servizio, la capoclasse Humaitá fu radiata dai ranghi dell'Armada nel settembre 2000, ma è stata preservata ed è ancora esposta ad Asunción come nave museo; la gemella Paraguay è ufficialmente ancora in servizio attivo, per quanto ormai impiegata solo come nave scuola e unità di rappresentanza.

## Il progetto

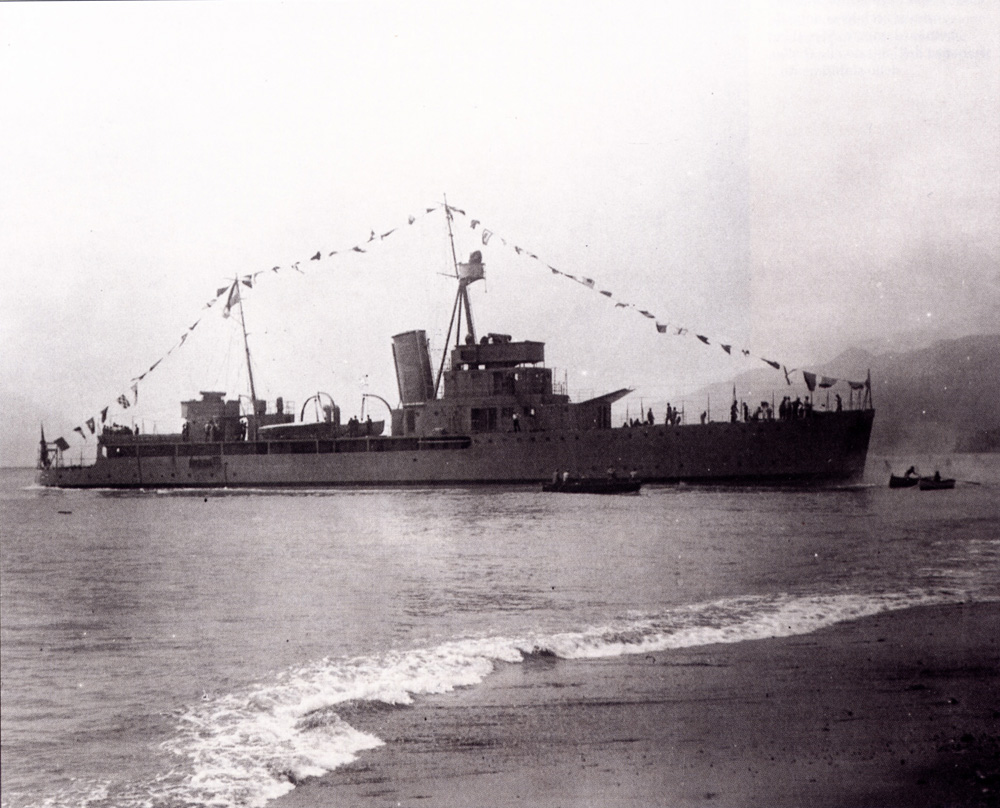
La cannoniera Humaitá fotografata poco dopo il varo a Sestri Ponente

Il progetto delle future unità della classe Humaitá prese avvio in Paraguay nella seconda metà degli anni 1920, quando le tensioni con la confinante Bolivia circa la delimitazione dei confini nella contesa regione del Gran Chaco portarono all'avvio di un programma di rafforzamento delle forze armate paraguaiane. In questo contesto, il 21 novembre 1927 il parlamento di Asunción approvò lo stanziamento dei fondi necessari all'acquisto di due moderne cannoniere per l'impiego sulla rete fluviale del Paraguay, onde rafforzare i ranghi della piccola Armada Paraguaya fino a quel momento dotata per la maggior parte di navi di origine civile riadattate in qualche modo all'uso militare. Incaricato di seguire la progettazione delle due nuove unità fu il capitano del genio navale José Alfredo Bozzano Baglieto, laureato in ingegneria al Massachusetts Institute of Technology e rientrato in patria dopo due anni di esperienza come osservatore presso la United States Navy; le specifiche delineate da Bozzano Baglieto prevedevano un'unità destinata più che altro all'impiego come appoggio di fuoco a favore dei reparti a terra, visto che la Bolivia non aveva una marina militare degna di nota e non si prevedevano quindi possibili combattimenti navali: l'unità doveva concentrare in un piccolo scafo dal basso pescaggio la maggior potenza di fuoco possibile da impiegare contro bersagli a terra e in aria, se necessario andando a discapito di corazzatura, velocità e manovrabilità.
Le autorità paraguaiane si rivolsero inizialmente alla Danimarca per la realizzazione delle due unità, stipulando un contratto preliminare del valore di 1,5 milioni di dollari; il progetto presentato dai costruttori danesi non venne però considerato come soddisfacente dai paraguaiani, e il contratto venne annullato. Dopo contatti con il Dipartimento della Marina degli Stati Uniti d'America per la cessione di unità già costruite, rimasti senza esito, le autorità paraguaiane aprirono quindi negoziati con i governi di Francia e Regno Unito, che si erano offerti per soddisfare la richiesta dell'Armada; successivamente, anche la missione diplomatica del Regno d'Italia ad Asunción si inserì nella trattativa per offrire la disponibilità dei cantieri italiani a realizzare la commessa. Il capitano Bozzano Baglieto e il generale Manlio Schenoni Lugo, all'epoca ministro della Guerra e della marina, esaminarono quindi le proposte avanzate dai costruttori britannici, francesi e italiani, tutti allineati più o meno sulla cifra di 1,25 milioni di dollari per la realizzazione delle due unità: inizialmente la proposta dei britannici sembrava la favorita, ma Schenoni approvò infine il progetto avanzato dagli italiani dei Cantieri navali Odero di Sestri Ponente. Dopo ulteriori trattative, il contratto finale fu approvato dal governo di Asunción il 26 settembre 1928 e siglato con i rappresentanti italiani a Marsiglia.
Le due unità furono quindi impostate a Sestri Ponente il 21 aprile 1929, venendo poi varate il 16 aprile (la capoclasse Humaitá) e il 22 giugno del 1930 (la gemella Paraguay). Dopo il completamento dei lavori di allestimento, le unità alzarono la bandiera paraguaiana il 21 gennaio 1931 e lasciarono quindi Genova il 14 febbraio seguente con un equipaggio misto italiano e paraguaiano per intraprendere la traversata dell'oceano Atlantico, nel corso della quale misero in mostra un'ottima tenuta del mare aperto; dopo aver risalito il Río de la Plata e il corso dei fiumi Paraná e Paraguay, le unità arrivarono ad Asunción il 5 maggio 1931, entrando ufficialmente in forza all'Armada Paraguaya l'11 maggio seguente.

## Caratteristiche

### Scafo e propulsione
Le due Humaitá avevano uno scafo lungo fuori tutto 71,2 metri (70,2 metri tra le perpendicolari), con una larghezza massima di 10,5 o 10,7 metri e un pescaggio a pieno carico di 2,29 o 2,86 metri. Le navi avevano una struttura dello scafo piuttosto atipica per delle unità a impiego fluviale, con un castello di prua esteso per quasi l'intera lunghezza dello scafo; le sovrastrutture erano concentrate su una tuga centrale dove erano collocati, procedendo da prua verso poppa, il torrione con la plancia, un albero e l'unico fumaiolo; due tughe più piccole erano collocate più a poppa, inframezzate da un secondo albero. Il dislocamento standard era di 745 tonnellate, e saliva a 835 tonnellate con le unità a pieno carico di combattimento.
Il sistema propulsivo si basava su due turbine a vapore della britannica Parson, azionanti ciascuna un albero motore e alimentate da due caldaie a tubi d'acqua della Thornycroft; la potenza complessiva dell'impianto era di 3 800 hp (2 800 kW), che garantiva una velocità massima alle prove di 17 nodi (31,48 km/h). Le unità imbarcavano fino a 220 tonnellate di olio combustibile, che garantivano un'autonomia di 1700 miglia nautiche alla velocità di 16 nodi (di 2822 miglia alla velocità di 17 nodi secondo un'altra fonte).
Le sistemazioni di bordo consentivano l'imbarco in tempo di pace di un equipaggio di 15 ufficiali, 12 sottufficiali e 124 marinai, incrementato a 15 ufficiali, 18 sottufficiali e 209 marinai in tempo di guerra; le unità potevano inoltre operare come navi da trasporto, imbarcando 900 soldati senza armi pesanti ma salendo fino a 1200 passeggeri imbarcabili in condizioni di emergenza.

### Armamento e protezione
Le Humaitá montavano un armamento molto potente per navi delle loro dimensioni. L'armamento principale era costituito da quattro cannoni antinave da 120/50 Mod. 1926 dell'italiana Ansaldo, montati in due impianti binati collocati a prua e poppa: il pezzo, un'arma imbarcata all'epoca dai cacciatorpediniere più moderni, sparava un proiettile dal peso di 45 chilogrammi alla velocità alla volata di 800 metri al secondo con un rateo di fuoco di un colpo ogni 16 secondi; alla massima elevazione di 45° dell'impianto la gittata era di 20900 metri.
Molto potente l'armamento antiaereo, basato su tre pezzi di grosso calibro e due di calibro medio a fuoco rapido. I primi erano rappresentati da tre cannoni da 76/40 Mod. 1916 R.M., un altro pezzo della Ansaldo impiegato all'epoca come artiglieria antiaerea sulle unità della Regia Marina italiana; i pezzi erano collocati in impianti singoli, uno davanti al torrione di comando e due ai lati del fumaiolo. Il cannone poteva sparare un proiettile dal peso di 3,5 chilogrammi alla velocità alla volata di 900 metri al secondo, con un rateo di dieci colpi al minuto; la gittata massima contro bersagli aerei era di 9400 metri, mentre nel tiro contro bersagli a terra raggiungeva i 15000 metri. Come arma antiaerea a tiro rapido erano poi imbarcati due cannoni da 40/39 mm Mod. 1917 della Vickers-Terni, una copia prodotta su licenza in Italia del pezzo britannico Vickers-Armstrong QF 2 lb: le armi, collocate in impianti singoli a poppa su una tuga, sparavano un proiettile dal peso di 1,315 chilogrammi alla velocità alla volata di 610 metri al secondo, con un rateo di fuoco di 200 colpi al minuto; la gitta massima contro bersagli aerei era di 4425 metri, mentre quella contro bersagli a terra raggiungeva i 7160 metri. Le Humaitá infine potevano operare anche come posamine, imbarcando e rilasciando fino a sei mine movimentate tramite una rotaia fissa sul ponte principale.
Le cannoniere erano dotate di una corazzatura piuttosto leggera: a centro nave era presente una cintura corazzata spessa 15 mm, mentre la torre di comando era protetta da una blindatura spessa 20 mm; gli impianti dei pezzi da 120 mm a prua e poppa erano protetti da una scudatura spessa 10 mm. Una fonte riferisce anche della presenza di una corazzatura per il ponte spessa 9 mm.

### Ammodernamenti
Nonostante la loro lunga carriera in forza all'Armada Paraguaya, le classe Humaitá ricevettero solo limitati ammodernamenti delle dotazioni di bordo. Durante la guerra del Chaco l'armamento antiaereo fu potenziato tramite l'installazione a bordo di sei mitragliatrici pesanti; la sola Paraguay fu poi dotata nel 1975 di un impianto radar di ausilio alla navigazione. L'Humaitá ricevette le modifiche più significative nel 1974: il pezzo antiaereo da 76 mm originari collocato più a prua fu sbarcato e sostituito con un impianto binato di cannoni Bofors 40 mm L/60 (il modello "B" M.45 prodotto in Argentina), mentre gli originari cannoni a tiro rapido da 40 mm furono sbarcati e rimpiazzati da più moderne mitragliere da 20 mm Oerlikon.

## Unità
| Nome          | Impostazione   | Varo           | Entrata in servizio | Status                                                                      |
| ------------- | -------------- | -------------- | ------------------- | --------------------------------------------------------------------------- |
| Paraguay (C1) | 21 aprile 1929 | 22 giugno 1930 | 11 maggio 1931      | in servizio attivo come nave scuola e di rappresentanza                     |
| Humaitá (C2)  | 21 aprile 1929 | 16 aprile 1930 | 11 maggio 1931      | radiata dal servizio attivo il 6 settembre 2000 e trasformata in nave museo |